# Chinesinho
Sidney Colônia Cunha, plus connu sous le nom de Chinesinho ou Cinesinho (petit chinois) (né le 15 septembre 1935 à Rio Grande dans l'état du Rio Grande do Sul et mort le 16 avril 2011), est un footballeur international qui évolue en tant que milieu de terrain et entraîneur brésilien.

## Biographie

### Caractéristiques
Comme beaucoup de joueurs brésiliens, il évoluait sous un surnom au lieu de jouer avec ses vrais nom et prénom. Il était surnommé le petit chinois en raison de son aspect physique, avec ses yeux en amande et son visage joufflu, ainsi que sa petite taille (moins de 1,70 m).
Cinesinho eut tout d'abord quelques difficultés d'adaptation lors de son arrivée en Italie en raison de son caractère introverti.
Il était réputé pour ses corners d'une grande précision, son sens de la passe et sa grande vision du jeu.

### Joueur
Chinesinho dit Cina commence sa carrière dans son pays natal au Brésil dans le club du Grêmio Esportivo Renner en 1954, avant de rejoindre un des grands clubs de sa région, le Sport Club Internacional, équipe pour qui il jouera en tout 4 saisons.
En 1958, il rejoint les géants paulistes de la Sociedade Esportiva Palmeiras où il évolue jusqu'en 1962. C'est lors de cette période qu'il fut le plus de fois convoqué en équipe du Brésil (il y totalise en tout 17 matchs pour 7 buts entre 1957 et 1961).

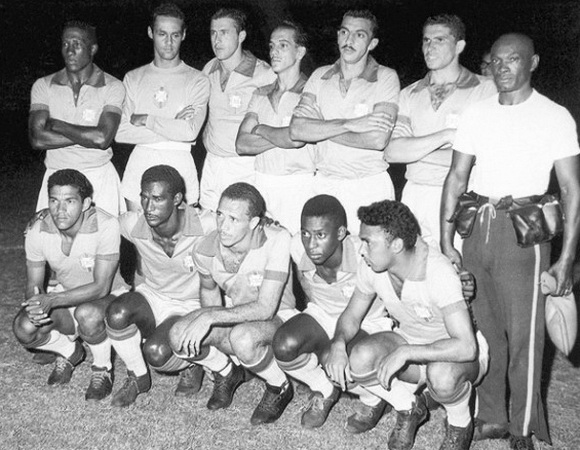
Le Brésil vice-champion d'Amérique du Sud 1959. Debout : Djalma Santos, Gilmar, Bellini, Esteves, Formiga, Coronel ; Accroupis : Garrincha, Didi, Paulo Valentim, Pelé, Chinesinho.

Il débarque en 1962 en Europe et arrive en Italie au Modena FC. Il fait ses grands débuts en Serie A avec les néo-promus lors de la saison 1963-64. Il reste une saison au club, et y inscrivit en tout 3 buts en 30 matchs.
Il part ensuite en Sicile pour évoluer sous les couleurs du Calcio Catane, où il jouera de 1963 à 1965, totalisant 59 matchs et 5 buts.
C'est lors de la saison 1965-66 qu'il fut acquis par la Juventus Football Club (avec qui il dispute son premier match avec la Vieille Dame le 29 août 1965 lors d'un succès de coupe 1-0 sur l'Inter). Il s'impose rapidement grâce à ses dribbles et sa technique chez le géant du nord du pays, et devient un maître à jouer du club piémontais. Avec les bianconeri, il participe au titre de champion d'Italie de 1967. Il ne resta que trois saisons à la Juventus (inscrivant 8 buts en 85 matchs), mais marqua les esprits chez les supporters.
En 1967, il se fait une seconde jeunesse en signant au club du Lanerossi Vicenza. Avec les biancorossi, qui fut son dernier club européen, il totalisa en tout 90 matchs joués ainsi que 10 buts inscrits.
Après l'essor dans les années 1970 de la North American Soccer League (championnat des USA), il part rejoindre en 1972 pour un contrat d'une saison l'équipe des New York Cosmos (équipe où évolua Pelé).
Il rentre ensuite au pays pour terminer sa carrière, et évoluera de 1973 à 1974 dans l'équipe du Nacional Atlético Clube.

### Entraîneur
Après la fin de sa carrière de joueur, il entame une carrière d'entraîneur et retourne en Italie. Entre 1975 et 1976, il prend les rênes de son ancien club du Lanerossi Vicenza, avant de partir s'occuper de l'équipe de l'Unione Sportiva Foggia. Il entraînera ensuite le Forlì Football Club.
En 1995, il entraîne les jeunes du Modène Football Club, et est connu pour avoir entraîné Luca Toni.

### Vie privée
- Sa date exacte de naissance n'est pas connue et est discutée. Les sources de ses clubs italiens à Modène, à Catane et à la Juventus rapportent le jour de sa naissance au 28 juin, mais son dernier club, le Lanerossi Vicenza affirme qu'il serait né le 1er janvier, date qu'il aurait toujours confirmé. L'album des entraîneurs indique sa date de naissance au 13 janvier.

- Son fils, Sidney Cunha, né à São Paulo le 15 juin 1961, fut également footballeur, et évolua comme milieu dans les années 1980 pour Catane et Forlì, mais sans arriver à égaler le niveau de son père[8].

## Palmarès

### Club
| Renner - Championnat Gaúcho (1) : - Champion : 1954. |  | Internacional - Championnat Gaúcho (1) : - Champion : 1955. |  | Palmeiras - Championnat Pauliste (1) : - Champion : 1959. - Taça Brasil (1) : - Vainqueur : 1960. |  | Juventus - Championnat d'Italie (1) : - Champion : 1966-67. - Coupe d'Italie (1) : - Vainqueur : 1964-65. |

### Sélection
Brésil
- Championnat panaméricain (1) :
  - Vainqueur : 1956.